# Gradina (Croacia)
Gradina es un municipio de Croacia en el condado de Virovitica-Podravina.

## Geografía
Se encuentra a una altitud de 112 m s. n. m. a 139 km de la capital nacional, Zagreb.

## Demografía
En el censo 2011 el total de población del municipio fue de 3850 habitantes, distribuidos en las siguientes localidades:
- Bačevac -  370
- Brezovica - 595
- Budakovac -  257
- Detkovac - 307
- Gradina - 916
- Lipovac - 312
- Lug Gradinski - 72
- Novi Gradac - 167
- Rušani - 477
- Vladimirovac - 62
- Žlebina - 315

| Gráfica de población de Gradina 1857-2011                           |
|                                                                     |
| Según los censos de población de la oficina estadística de Croacia. |